# Ridgewood (Queens)
Ridgewood – dzielnica (ang. neighborhood) nowojorskiego hrabstwa Queens, które sąsiaduje z Maspeth, Glendale, Middle Village i Bushwick w hrabstwie Brooklyn.

## Historia
Pierwotnie tereny obecnego Ridgewood przynależały do osady Brushwick, która została założona przez holenderskich osadników nazywających ją po niderlandzku Boswijk. Do dziś przetrwała po nich pamiątka w postaci Onderdonk House z 1709 r., która to budowla jest najstarszą z zachowanych kolonialnych budynków holenderskich w Nowym Jorku.
W późniejszych latach tereny Ridgewood zostały przyłączone do Breuckelen w hrabstwie Brooklyn. Jednak XIX wiek przyniósł liczne zmiany (w tym przyłączenie do hrabstwa Queens). Kolejna fala przybyszów angielskich przemianowała nazwę na obecną w związku z faktem rolniczego charakteru osiedla oraz położenia na wyraźnie wypiętrzającym się wzgórzu. Rozwój przemysłu i transportu znacząco przyczynił się do wzrostu zamożności mieszkańców dzielnicy. Fakt ten przyciągnął w latach 1905–1915 tysiące emigrantów niemieckich, a następnie po I wojnie światowej ich współbraci Koczewarów (Niemcy z terenów austriackiej Słowenii).
W latach międzywojennych XX wieku Ridgewood ponownie zmieniło swój charakter etniczny. Powstanie linii M metra nowojorskiego i wybudowanie atrakcyjnych pasaży handlowych wzdłuż Fresh Pond i Myrtle Avenue przyciągnęło Włochów i Irlandczyków. Obecnie o dawnym wizerunku dzielnicy świadczą tylko pozostałości po biznesach tych nacji, gdyż współcześnie Ridgewood zostało zdominowane przez Latynosów (na południu) i Polaków (na północy).

## Polska dzielnica
Od początku lat osiemdziesiątych XX wieku do początku lat dwudziestych wieku XXI (z powodu olbrzymiego wzrostu opłat czynszowych w innych „polskich” dzielnicach, a szczególnie na Greenpoint) na Ridgewood osiedliło się blisko 50 tys. Polaków, a także powstały dziesiątki polskich firm (głównie sklepów i agencji). W obrębie dzielnicy działają cztery polskie kościoły, a także restauracje i jeden z głównych oddziałów największej na kontynencie amerykańskim polskiej spółdzielni finansowej, Polsko-Słowiańskiej Federalnej Unii Kredytowej oraz siedziba jednego z bardziej znanych polskojęzycznych pism w USA, „The Poland Times”. Od początku XXI wieku Rigewood uznawana jest za „polską” dzielnicę na równi z Greenpointem i Maspeth.